# Прищепа Іван Кузьмич
Іван Кузьмич Прищепа (9 червня 1918, село Бірківка, тепер Менського району Чернігівської області — 4 лютого 2008, місто Київ) — український радянський діяч, голова колгоспу «Родина» Менського району Чернігівської області. Герой Соціалістичної Праці (1952). Депутат Верховної Ради УРСР 7—9-го скликань.

## Біографія
Освіта неповна середня.
З 1933 р. — рахівник колгоспу «Червоний партизан» Менського району, інспектор Менського районного фінансового відділу Чернігівської області.
У 1938—1945 р. — служба у Червоній армії. Учасник радянсько-фінської війни з 1940 року, радянсько-німецької війни з 1944 року. Командував 2-м стрілецьким батальйоном 464-го Запорізького стрілецького полку 78-ї стрілецької дивізії 2-го Українського фронту.
Член ВКП(б) з серпня 1941 року.
З 1946 р. — голова колгоспу імені Хрущова (потім — «Зоря комунізму», «Родина») села Бірківка Менського району Чернігівської області. Працював головою колгоспу до кінця 80-х років.
Потім — на пенсії у селі Бірківка Менського району Чернігівської області. У 1999—2008 роках проживав у місті Києві.

## Звання
- старший лейтенант

## Нагороди
- Герой Соціалістичної Праці (23.04.1952)
- два ордени Леніна (23.04.1952,)
- орден Жовтневої Революції
- орден Олександра Невського (19.10.1944)
- орден Вітчизняної війни 1-го ст. (6.11.1985)
- орден Трудового Червоного Прапора (26.12.1976)
- медалі
- заслужений працівник сільського господарства Української РСР (14.07.1978)